# Международна финансова организация
Международна финансова организация се отнася до финансови институции, които са били създадени (или основани, учередени) от повече от една страна и по тази причина са субекти на международното право. Техни собственици или собственици на дялове са в общ план националните правителства, макар други международни институции и други организации в някои случаи да фигурират като шеърхолдъри. Най-известните МФО са създадени от множество страни, макар че има и някои билатерални финансови институции (създадени от две страни), които технически също са МФО. Много от тях са мултиматерални банки за развитие.
Най-известни МФО за Световната банка, МВФ и банките за регионално развитие. Някои МФО се считат за агенции на ООН.
|  | Тази страница частично или изцяло представлява превод на страницата International financial institutions в Уикипедия на английски. Оригиналният текст, както и този превод, са защитени от Лиценза „Криейтив Комънс – Признание – Споделяне на споделеното“, а за съдържание, създадено преди юни 2009 година – от Лиценза за свободна документация на ГНУ. Прегледайте историята на редакциите на оригиналната страница, както и на преводната страница, за да видите списъка на съавторите. ВАЖНО: Този шаблон се отнася единствено до авторските права върху съдържанието на статията. Добавянето му не отменя изискването да се посочват конкретни източници на твърденията, които да бъдат благонадеждни. |